# 유동균 (성우)
유동균(1972년 2월 7일 ~ )은 대한민국의 성우로, 1997년 한국방송 성우극회 공채 26기로 입사했다. 배우자는 같은 소속의 성우인 강규리다.

## 출연작품

### TV 애니메이션
- 고고 이야기탐험대 (KBS) - 끼미 / 정조
- 골프천재 탄도 (대원방송) - 유도진
- 그 남자! 그 여자! (KBS) - 정태우
- 기동전사 건담 SEED (애니원) - 사이 아가일 / 시겔 클라인 / 티링
- 꼬잉꼬잉 이솝극장 (SBS) - 이솝
- 단짝친구 바리와 뭉치 (EBS)
- 달려라 이다텐 (투니버스) - 부하1
- 대니팬텀 (니켈로디언) - 포인덱스터 / 프릭쇼
- 두리둥실 뭉게공항 (KBS) - 포스킹 / 롱롱
- 드래곤볼Z (SBS)
- 드림킥스 (SBS) - 피터
- 디어 보이즈 (애니원) - 서지훈
- 디지몬 어드벤처 (KBS) - 정열 / 아포카리몬 / 홀리엔젤몬
- 디지몬 테이머즈 (KBS) - 듀크몬, 레오몬, 리 잔유(곽성치), 인다라몬, 바지라몬, 아이스데블몬, 알로몬, 카두라몬 외 여러 단역
- 디지몬 어드벤처: (대원방송) - 갓드라몬
- 라라의 스타일기 (KBS) - 가람
- 로미오와 줄리엣: 바다표범의 사랑이야기 (카툰네트워크) - 머큐스
- 마스크맨 (KBS) - 라디오맨 / 기어맨 / 사우나맨 / 부조종사
- 마이씬 자메이카 (투니버스) - 허드슨
- 마탐정 로키 라그나로크 (애니원) - 이노우에
- 머나먼 시공 속에서 - 무일야 (애니박스) - 요리히사
- 머나먼 시공 속에서 OVA 백룡의 무녀 (애니박스) - 요리타다 / 아키후미
- 머나먼 시공 속에서 OVA 자양화의 꿈 (애니박스) - 요리히사 / 시몬
- 메조 (XTM) - 강혁
- 메타제트 (KBS) - 바이퍼
- 명탐정 빠쎄 (KBS) - 찍스2
- 모레의 방향 (애니맥스) - 이오카와 히로
- 몽키매직 (KBS) - 손오공
- 바다소년 오대양 (KBS) - 송 박사
- 바다탐험대 옥토넛 (디즈니채널) - 셀링턴
- 바람의 성흔 (애니맥스) - 카즈마
- 바사라 (KBS) - 아사기
- 뱀파이어 기사 (애니맥스) - 크로스 카이엔
- 별나라 수퍼 쭈리 (KBS) - 켄트
- 별난 가족 힐 (EBS1) - 케인
- 볼츠와 블립 (KBS) - 타이거 잭슨
- 블레이징 틴스3 (투니버스) - 선
- 수호요정 미셸 (KBS) - 브래드
- 슈퍼갤즈 (퀴니) - 쿠로이 타츠키
- 스캔2고 (SBS) - 다일 코치
- 스쿠비 두와 늑대인간 (카툰네트워크) - 브런치
- 스쿠비 두와 맥시코 괴물 (카툰네트워크) - 프레드
- 스쿠비 두와 사이버 모험 (카툰네트워크) - 프레드
- 스페이스 힙합덕 (KBS) - 몰더 / 파리버기 / 경찰1
- 싸이킥스 (MBC) - 칼리토
- 아기곰 루도빅 (KBS) - 노버트
- 아이엠 몽니 (SBS)
- 아프리카 마법여행 (KBS) - 말 / 의사
- 알로하 스쿠비 두 (카툰네트워크) - 프레드
- 애플캔디걸 (KBS) - 무무
- 엘리시움 - 크로노스
- 여신 후보생 (애니맥스) - 클레이
- 오! 나의 여신님 (애니맥스) - 아오시마 도시유키 / 가쿠타 교수
- 올란도 영웅전 (EBS1) - 오디세우스
- 용이가 간다 (KBS) - 달영
- 원피스 (KBS2) - 베라미
- 유희왕 (챔프) - 기술사 판도라
- 유희왕 GX (챔프) - 만죠메 쥰
- 은하공주 디지캐럿 (KBS) - 장난형
- 자크 쿠스토의 해양 탐사대 (EBS1) - 엘리유
- 제네레이터 렉스 (카툰네트워크) - 화이트나이트 / 바이오울프
- 제트레인저 (KBS) - 77호
- 천사가 될거야 (애니원) - 미카엘
- 쵸비츠 (애니원, 애니박스, 챔프) - 우에다 히로야스
- 캣피시 블루스 (EBS1) - 루즈벨트
- 크리스탈 요정 지스쿼드 (SBS) - 울라프
- 킴 파서블 (KBS2) - 론 스타퍼블
- 타잔과 제인 (KBS) - 로버트 캔러
- 탐정학원 Q (투니버스) - 도모히코
- 태극천자문 (KBS) - 루카, 야니마, 다그, 정령왕(남)
- 탱구와 울라숑 (KBS2) - 키안
- 파라다이스 키스 (애니맥스) - 히로유키
- 파워 디지몬 (KBS2) - 어른 최산해
- 피규어 17 (챔프) - 근수 / 김형일
- 헌터X헌터 리메이크 (애니맥스) - 고트
- 로봇트레인 RT (SBS) - 제프리/듀크

### 애니메이션 영화
- 101마리 강아지 2 : 패치의 런던 대모험 - 제스퍼
- 공주와 개구리 - 나빈
- 드래곤볼Z 극장판 - 우이스
- 바람계곡의 나우시카 - 아스벨
- 바다 탐험대 옥토넛 시즌 4: 빙하탐험선S - 셀링턴
- 바다 탐험대 옥토넛 시즌 4: 바다 괴물 대소동 - 셀링턴
- 뽀로로 극장판 슈퍼썰매 대모험 - 망고
- 스트레스 제로 - 고 박사 / 한준수
- 아이스 에이지 4: 대륙 이동설 - 에반
- 오디션
- 하급생 - 마스터

### 특수촬영 드라마
- 초성신 그란 세이저 (챔프) - 마카미 탓페 / 로기아
- 울트라맨 티가 (MBC 무비스) - 태호
- 파워레인저 애니멀포스 (대원방송) - 버드레인저

### 외화

#### 드라마
- 나치 영국 지부 SS-GB (KBS) - 아처(샘 라일리)
- 닥터후 시즌 10 (KBS) - 캐치러브(페르디난드 킹즐리)
- 샌디베이의 악동들 (KBS) - 토비(안드레 디 벤디)
- 프라이미벌 - 원시의 습격 시즌 1~3 (KBS) - 코너 (앤드류 리 포츠)
- 로빈 후드 시즌 1~2 (KBS) - 앨런(조 암스트롱)
- 삼국지 (KBS) - 한제
- 아라비안 나이트 (TBC) - 샤즈난
- 닥터 포스터 (KBS) - 닐(아담 존스)
- 와신상담 (EBS)
- 호크아이 - 클린트 바튼/호크아이(제레미 레너)

#### 영화
- 스타 워즈 에피소드 4: 새로운 희망 (KBS) - 루크 스카이워커(마크 해밀)
  - 스타 워즈 에피소드 5: 제국의 역습 (KBS) - 루크 스카이워커(마크 해밀)
  - 스타 워즈 에피소드 6: 제다이의 귀환 (KBS) - 루크 스카이워커(마크 해밀)
- 링컨 차를 타는 변호사 (KBS) - 루이스(라이언 필립)
- 조제, 호랑이 그리고 물고기들 (KBS) - 츠네오(츠마부키 사토시)
- 은하수를 여행하는 히치하이커를 위한 안내서 (KBS) - 포드 프리펙트(모스 데프)
- 드러머 (KBS) - 세디(방조명)
- 자호접 (KBS) - 이타미 히데히코(나카무라 토오루)
- 노 맨스 랜드 (KBS) - 니노(르네 비토라예크)
- 대사건 (KBS) - 현제(임현제)
- 셔터 (KBS) - 탄(아난다 에버링엄)
- 헌팅 파티 (KBS) - 벤자민 (제시 아이젠버그)
- 톰과 허크 (KBS) - 허클베리 핀 (브래드 렌프로)
- 인공지능 하우스 (KBS) - 벤 (라이언 메리먼)
- 오페라의 유령 (KBS) - 라울 (패트릭 윌슨)
- 파이터 (KBS) - 알리 (니마 나비포르)
- 이니셜D (KBS) - 료스케 (진관희)
- 카모메 식당 (KBS) - 톤미 (자르코 니에미)
- 프린세스 다이어리 (KBS) - 조시 (에릭 본 데튼)
- 디어 마이 베이비 (KBS) - 벤 (에드워드 맥리암)
- 웰컴 투 사라예보 (KBS) - 젤코(드라젠 시박)
- 말레나 (KBS) - 레나토 (주세페 슬파로)
- 7월 4일생 (KBS) - 토미 (조쉬 에반스)
- 러브 인 텍사스 (KBS) - 제이 (커시 애플렉)
- 불의 전차 (KBS) - 앤디(나이절 하버스)
- 북경 자전거 (KBS) - 소견 (이빈)
- 라이딩 위드 보이즈 (KBS) - 제이슨 (애덤 가르시아)
- 미트 페어런츠 (KBS) - 데니 (존 에이브러햄스)
- 다크 블루 (KBS) - 밥 키우 형사
- 나는 네가 지난 여름에 한 일을 알고 있다 (KBS) - 레이 (프레디 프린즈 주니어)
- 옥시즌 (KBS) - 제스
- 6번째 날 (KBS) - 트립 (콜린 커닝햄)
- 뉴저지 드라이브 (KBS) - 타이니
- 무간도2 - 혼돈의 시대 (KBS) - 유건명 (진관희)
- 스파이더맨 (KBS) - 해리 (제임스 프랑코) / 비행 조종사(데이빗 홀콤)
- 반지의 제왕: 반지 원정대 (KBS) - 레골라스 (올랜도 블룸)
- 조지 클루니의 표적 (KBS) - 케니스 (이사야 워싱톤)
- 지옥의 묵시록 : 리덕스 (KBS)
- 스톰 셀 (KBS) - 라이언 (라이언 케네디)
- 엠마 (KBS) - 프랭크 (이완 맥그리거)
- 황야의 7인 (KBS) - 치코 (홀스트 부르홀츠)
- K-19: 위도우메이커 (KBS) - 아나톨리 (제임스 프랜시스 긴티)
- 카풀 (KBS) - 벅키(미야 가드너)
- 극속전설 (KBS) - 장발
- 이프 온리 (KBS) - 팀(리차드 사이드)
- 로봇인간 칩 (KBS) - 오스틴(타이 밀러)
- 황비홍3 (KBS) - 이콴
- 패컬티 (KBS) - 스탠 (숀 하토시)
- 뮤직 오브 하트(KBS) - 닉(찰리 호프하이머)
- 무서운 영화2 (KBS) - 버디 (크리스토퍼 마스터슨)
- 블랙 호크 다운 (KBS) - 토드 블랙번(올랜도 블룸) / 유렉 하사(톰 가이리) / 군인(요안 그리피드)  / 군인(택 피트제럴드)
- 노트북 (KBS) - 론 하몬드(제임스 마즈든)
- 살아있는 시체들의 밤(1990년) - 톰
- 꿈의 질주 (EBS) - 렌디 (마커스 토지)
- 빅히트 (SBS) - 검프
- 오르페브르 36번가 (KBS) - 티티(프란시스 레노드)
- 에어 포스 원 (KBS)
- 어글리 멜라니 (KBS) - 조나단(질 알마)
- 터미널 (KBS) - 엔리케(디에고 루나)
- 걸 파이트 (KBS)
- 식스 센스 (KBS) - 빈센트(도니 월버그) / 의사(M. 나이트 샤말란) /  가게 손님(퍼도스 밤지) / TV 광고 목소리
- 야마카시 (KBS) - 탱고(로렝 피에몽테) / 브루노(윌리엄스 벨)
- 야마카시 2 (KBS) - 레오(로렌트 피에몬테시)
- 이너프 (KBS)
- 몬스터 볼 (KBS) - 소니 그로토스키(히스 레저)
- 프로텍터 (KBS)
- 파이어 스톰 (KBS) - 앤디(마이클 그레이아이스)
- 호커스 포커스 (KBS)
- 스트리트 파이터 (KBS)
- 제리 맥과이어 (KBS) - 로드 동생(에리즈 스피어스)
- 007문레이커 (KBS)
- 복수의 실락원  (KBS)
- 굿바이 레닌 (KBS) - 의사(에버하르트 키르히베르크)
- 바그다드 카페 (KBS) - 살라모(대런 플랙)
- 귀향 (KBS) - 에밀리오(카를로스 블랑코)
- 쓰나미 (SBS)
- 캣 우먼 (SBS) - 페이션스의 동료 직원(베렌트 매켄지)
- 그루지 (SBS) - 매튜(윌리엄 매포더)
- 클린 (SBS)
- 라스트 패트롤 (SBS)
- 데스 워시4 (SBS)
- 위대한 탄생 (KBS)
- 라스트 택시 (KBS) - 마르코 (루카 잠페로니)
- 워터 디바이너 (KBS) - 제말 (셈 일마즈)
- 버추얼 웨폰 (KBS) - 소마(위지호)
- 스쿠비 두 (SBS) - 프레드(프레디 프린즈 주니어)
- 어벤저스 시리즈들/블랙 위도우 - 클린트 바튼 / 호크아이(제레미 레너)
- 어벤져스: 인피니티 워/가디언즈 오브 갤럭시 2/앤트맨과 와스프 토르: 라그나로크- 스탠 리(본인)
- 캡틴 아메리카: 윈터 솔져 (MBC) - 쉴드 요원(아론 히멜스타인)
- 블랙 팬서/캡틴 아메리카: 시빌 워 - 티차카(존 카니)
- 앤트맨과 와스프 - 우즈만(디비안 라드와) / 스탠 리(본인)
- 메리 포핀스 리턴즈 - 붐 제독(데이비드 워너)
- 호두까기 인형과 4개의 왕국
- 덤보 - 베이츠(마이클 버퍼)
- 퍼스트 어벤저 - 스탠 리 / 존스(데릭 루크) / 호지(렉스 샤프넬)
- 토르: 러브 앤 썬더 - 오딘 배우(샘 닐)

### 내레이션
- TV동화 행복한 세상(KBS) - 주인공 대사 / 푸메
- 고향의 아침(KBS)

### 라디오 드라마
라디오 여행기 (KBS 3라디오) 
- 2007.02.22 ~ 2007.05.04 이  성 <이성 단장의 온가족 세계 배낭 여행> (낭독)
- 2008.10.06 ~ 2008.11.07 권삼윤 <거대한 시간의 도시에서 나를 보다> (낭독)
- 2012.01.04 ~ 2012.01.26 권기왕 <느리게, 작게, 깊숙이> (낭독)

연속낭독 (KBS 3라디오) 
- 2013.01.12 ~ 2013.02.05 김병완 <48분 기적의 독서법> (낭독)
- 2013.03.04 ~ 2013.04.02 이시형 <이젠, 다르게 살아야 한다> (낭독)
- 2013.05.04 ~ 2013.06.06 고영탁 <조지 해리슨: 리버풀에서 갠지스까지> (낭독)
- 2013.08.15 ~ 2013.09.06 박웅현 <여덟 단어> (낭독)
- 2013.11.26 ~ 2014.01.11 쿠르트 파이페 <천천히 걸어 희망으로> (낭독)
- 2014.07.14 ~ 2014.07.29 박우현 <커피는 원래 쓰다> (낭독)

라디오 극장 (KBS 한민족 방송) 
- 2009.01.01 ~ 2009.01.31 리지명 <삶은 어디에> (강기수)

라디오 독서실 (KBS 2라디오)
- 2000.03.12 정규웅 <글동네에서 생긴 일> (이양하 / 이어령)
- 2000.03.26 김현영 <냉장고> (나)
- 2000.05.07 정호승 <연인> (잿빛 비둘기)
- 2000.06.25 김원일 <미망> (나 / 해설)
- 2000.12.24 하성란 <기쁘다 구주 오셨네> (의사)
- 2001.01.07 남문석 <잃고, 묽고, 희박한> (진수)
- 2001.04.15 박성원 <댈러웨이의 창> (이층의 사내)
- 2002.12.01 이혜경 <꽃그늘 아래> (기섭)
- 2003.07.20 채영주 <바이올린맨> (바씨)
- 2006.06.18 추민주 <빨래> (솔롱고)
- 2007.12.09 김연수 <달로 간 코미디언> (나 / 해설)
- 2008.02.03 권여선 <사랑을 믿다> (나 / 해설)
- 2011.04.17 박금산 <귓속의 길> (재의)

KBS 무대 (KBS 한민족 방송)
- 1999.07.18 별의 시선 (사회자)
- 1999.08.01 산서버스 최기사 (상철)
- 1999.08.22 공범 (호섭)
- 1999.09.19 그들도 우리처럼 (문실장)
- 1999.10.17 바로 어제 같은 날들 (소년 남규)
- 1999.10.24 장터 (김동석)
- 1999.11.28 노래에 살고 사랑에 살고 (무대감독)
- 1999.12.05 토미의 추억 (아들)
- 2000.01.23 그애가 돌아왔을 때 (정현)
- 2000.07.23 새의 눈물 (최민호)
- 2002.03.31 바람꽃이 피었습니다 (사범)
- 2003.08.24 택시 블루스 (진우)
- 2003.12.07 이사도라의 선물 (준수)
- 2005.06.04 두 엄마 (장두철)
- 2006.10.28 가을 우체국 앞에서 (와타나베)
- 2013.01.12 십년 만의 가족식사 (현동)
- 2014.08.02 전화하는 남자 (정윤호)

판타지 특급 (KBS 2라디오)
- 2001.04.09 ~ 2001.06.30 <드래곤 라자> (넥슨)

### 방송
- 미디어 포커스(KBS1)
- 소비자 리포트(KBS1)

### 드라마
- 올드 미스 다이어리 (KBS2)

### 인터넷
- 사이버 파이터 (세이캐스트) - 부장, 알바생, 양아치1, 식료품 주인
- 유령주식회사 (세이캐스트) - 기사

### 게임
- 진·삼국무쌍
- 디아블로3 - 건달
- 스타크래프트: 리마스터 - 과학선 (Science Vessel)
- 스타크래프트2 - 과학선
- 리그 오브 레전드 - 코르키[1]